# Rhoptropus biporosus
Rhoptropus biporosus — вид геконоподібних ящірок родини геконових (Gekkonidae). Мешкає в Анголі і Намібії.

## Поширення і екологія
Rhoptropus biporosus мешкають в пустелі Наміб в провінції Намібе на крайньому південному заході Анголи та в області Кунене на північному заході Намібії. Вони живуть в сухих саванах і пустелях, серед невисоких скельних виступів і валунів. Зустрічаються на висоті від 100 до 1300 м над рівнем моря.